# Alexander Donike

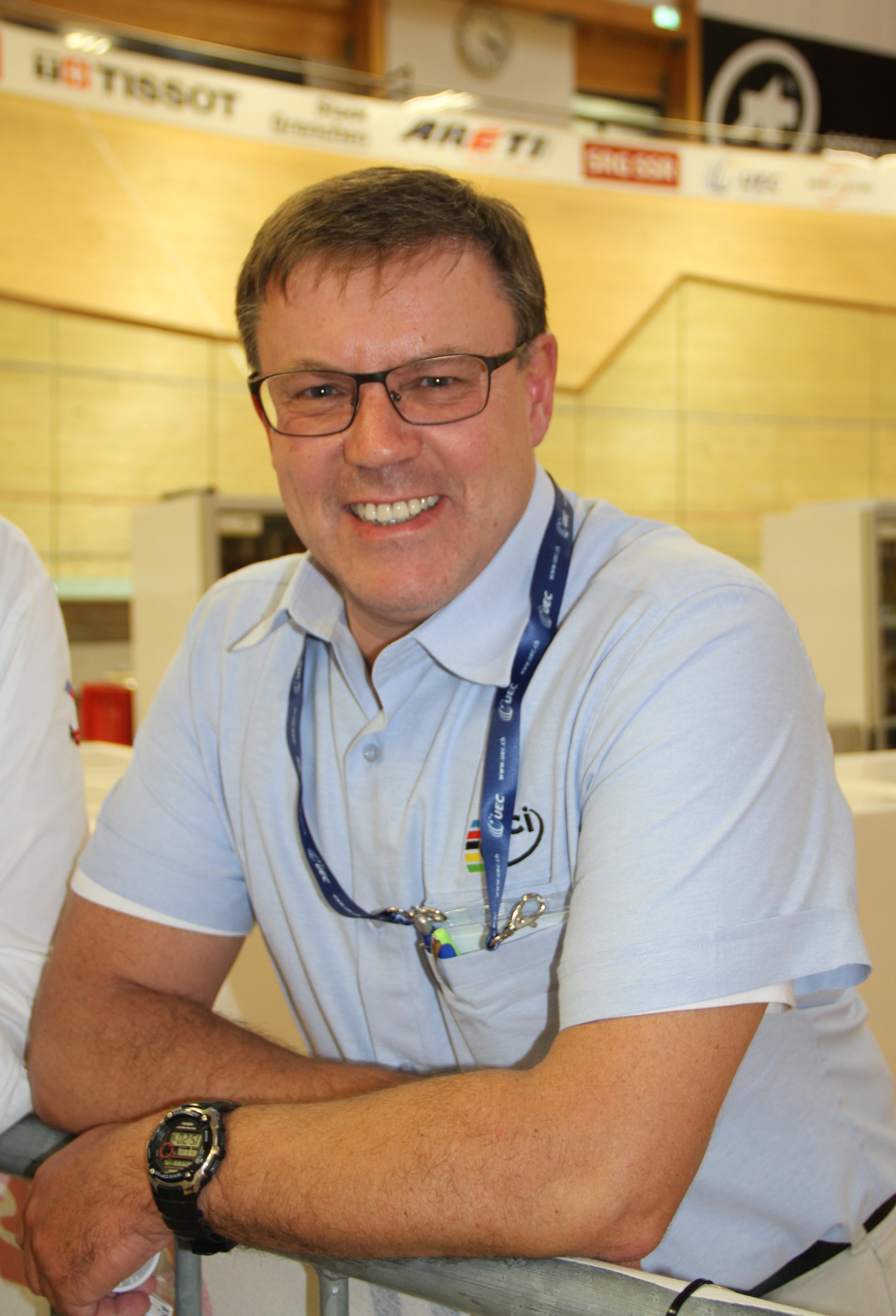
Alexander Donike (2015)

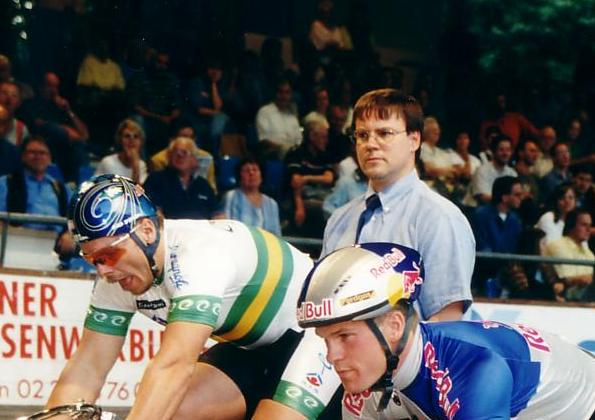
Donike als Kommissär bei der Bahnradveranstaltung Die Freitag Nacht in Köln (1999)

Alexander Donike (* 12. August 1961 in Düren) ist ein ehemaliger deutscher Amateur-Radrennfahrer und heutiger Radsport-Kommissär.

## Radsport-Laufbahn
Alexander Donike stammt aus einer Radsport-Familie: Sein Vater Manfred Donike war mehrfach deutscher Meister im Zweier-Mannschaftsfahren und machte sich später einen Namen als Doping-Fahnder, auch sein Bruder Manfred war ein erfolgreicher Radrennfahrer. Alexander Donike gewann 1982 (mit Manfred Donike) und 1983 (mit Michael Marcussen) das Zweier-Mannschaftsfahren für Amateure Silberner Adler von Köln, dreimal das Amateur-Sechstagerennen von Köln, zweimal das von Dortmund, und je einmal in Gent, Stuttgart und Berlin, und bei der deutschen Meisterschaft im Zweier-Mannschaftsfahren belegte er Platz vier.

## Funktionär und Organisator
Anfang der 1990er Jahre machte Alexander Donike eine Ausbildung zum Kommissär beim Bund Deutscher Radfahrer (BDR) und 1997 in Ottawa zum Kommissär des Weltradsportverbandes Union Cycliste Internationale (UCI). Seitdem ist Donike weltweit bei herausragenden Radsport-Ereignissen als Schiedsrichter tätig, wie zum Beispiel bei den Olympischen Spielen 2008 in Peking, Bahn-Weltmeisterschaften und -Weltcups, sowie bei Straßenweltmeisterschaften, Cross-Weltcups und internationalen Rundfahrten. Er ist der ranghöchste UCI-Kommissär in Deutschland. Zudem leitet er seit dem Tod seines Bruders Manfred im Jahre 2003 die Technische Kommission Rennsport im BDR und ist dort für die Ausbildung der Kommissäre in Deutschland verantwortlich. Im Bundessport- und Schiedsgericht des BDR ist er stellvertretender Vorsitzender.
Neben seiner Tätigkeit als Kommissär ist Alexander Donike auch bei der Organisation von Radsport-Veranstaltungen tätig, so unter anderem als Technischer Direktor bei Rund um Köln, Rund um Düren und bei Rad am Ring. 2018 übernahm er von Artur Tabat, der Rund um Köln 46 Jahre lang organisiert hatte, die Leitung des Rennens. Zum 31. Oktober 2019 endete sein Engagement für Rund um Köln.
2013 wurde Donike vom Bund Deutscher Radfahrer mit der Ehrennadel in Gold geehrt.